# Jacques Thibaud
Jacques Thibaud (Bordeaux, 27 september 1880 - Franse Alpen, 1 september 1953) was een Franse violist.

## Levensloop
Thibaud studeerde eerst viool bij zijn vader en vanaf zijn dertiende bij Martin Marsick aan het Parijse Conservatorium. In 1896 won hij, ex aequo met Pierre Monteux, die later een bekende dirigent werd, de Conservatorium Vioolprijs. Thibaud raakte gewond tijdens gevechten in de Eerste Wereldoorlog. Hij wist echter zijn techniek opnieuw op te bouwen. In 1943 was hij medeoprichter van de Internationale Marguerite Long-Jacques Thibaud Competitie, een muziekwedstrijd voor violisten en pianisten.
Thibaud was niet enkel solist, maar speelde ook veel kamermuziek, in het bijzonder als lid van een pianotrio met pianist Alfred Cortot en cellist Pablo Casals. Hij maakte concerttournees met pianist Yves Nat en George Enescu. Thibaud was bevriend met Eugène Ysaÿe, die zijn Tweede Sonate voor vioolsolo aan hem opdroeg. Ook Enrique Granados, Vincent d'Indy en Gabriel Pierné droegen hun vioolsonates aan hem op. Onder Thibauds studenten bevond zich Eric Rosenblith.
Thibaud overleed in 1953 toen de Lockheed Constellation van Air France vlucht F-BAZZ naar Hongkong neerstortte bij Mont Cimet in de Franse Alpen. Bij dat ongeluk overleden alle inzittenden. Thibauds Stradivarius-viool uit 1720, die nog van Pierre de Sales Baillot was geweest, ging met hem ten onder.
- Biblioteca Nacional de España: XX1288141
- Bibliothèque nationale de France: cb131967151 (data)
- CiNii: DA05658785
- Gemeinsame Normdatei: 119242125
- International Standard Name Identifier: 0000 0001 0890 1485
- Library of Congress Control Number: n81140121
- Nationale Bibliotheek van Letland: 000306062
- MusicBrainz: 88c06e6f-283d-4efe-b587-5143396d0f63
- Bibliotheek van het Japanse parlement: 00458567
- Nationale Bibliotheek van Tsjechië: xx0051321
- Nationale bibliotheek van Australië: 35672917
- Nationale Bibliotheek van Israël: 987007272587205171
- Nationale Bibliotheek van Polen: a0000002564266
- Nederlandse Thesaurus van Auteursnamen: 070032769
- SNAC: w6pz5n64
- Système universitaire de documentation: 031750516
- Trove: 1036535
- Virtual International Authority File: 39519774
- WorldCat: E39PBJwXc46cKY39WJ78pVpkjC